# Armorial des localités de Hongrie/O-Ó-Ö-Ő
Cette page donne les armoiries des localités de Hongrie, commençant par les lettres O, Ó, Ö et Ő.

## Ok

Okány

## Óp

Ópusztaszer

## Or-Ör-Őr

Örménykút
Orosháza
Oroszlány